# Mixistlán de la Reforma
Mixistlán de la Reforma es una localidad del estado mexicano de Oaxaca. Es cabecera del municipio de Mixistlán de la Reforma.

## Demografía
| Censo | Población |
| ----- | --------- |
| 1940  | 102       |
| 1950  | 276       |
| 1960  | -         |
| 1970  | 172       |
| 1980  | 1577      |
| 1990  | 594       |
| 1995  | 696       |
| 2000  | 835       |
| 2005  | 918       |
| 2010  | 1094      |
| 2020  | 1125      |